# Chocolate (Snow Patrol)
Chocolate è un singolo del gruppo musicale scozzese Snow Patrol, pubblicato nel 2004 ed estratto dall'album Final Straw.

## Tracce
- CD

1. Chocolate (video)
2. Run (Jackknife Lee Remix) – 7:28
3. One Night Is Not Enough (Live at the Liquid Rooms) – 4:19

- 7"

1. Chocolate – 3:09
2. Run (Jackknife Lee Remix) – 7:28

## Cover
- Brian McFadden interpreta il brano per l'album del 2013 The Irish Connection.